# Mikrogeneracija
Mikrogeneracija je proizvodnja topline i električne energije malog opsega od strane pojedinaca, malih poduzeća i zajednica kako bi se zadovoljile vlastite potrebe, kao alternativa ili dodatak tradicionalnoj centraliziranoj električnoj mreži. Iako može biti motivirana praktičnim problemima, poput nepouzdane snage mreže ili velike udaljenosti od električne mreže, mikrogeneracija se kao izraz trenutno uglavnom koristi za ekološki svjesne pristupe koji teže nultim ili niskim emisijama ugljika ili smanjenju troškova. Razlikuje se od mikroenergije po tome što se uglavnom bavi fiksnim elektranama, a ne za uporabu s mobilnim uređajima.

## Tehnologije i postavljanje
Tehnologije mikrogeneracije uključuju male vjetroagregate, mikro hidro sustave, solarne fotonaponske sustave, mikrobne ćelije za gorivo, geotermalne toplinske pumpe i mikro kombinirane toplinske i energetske instalacije. Te se tehnologije često kombiniraju u hibridno energetsko rješenje koje može ponuditi vrhunske performanse i niže troškove od sustava koji se temelji na jednom generatoru.

### Elektrana
Uz postrojenje za proizvodnju električne energije (npr. Vjetroagregat i solarni panel), obično je potrebna i / ili predviđena infrastruktura za pohranu energije i pretvorbu energije i priključenje na redovnu električnu mrežu. Iako priključenje na redovnu električnu mrežu nije neophodno, ono pomaže u smanjenju troškova omogućujući tzv. net metering, shemu financijske naknade. Međutim, u zemljama u razvoju početni troškovi ove opreme uglavnom su previsoki, pa ne preostaje ništa drugo nego odlučiti se za alternativne postavke.

### Dodatna oprema potrebna pored same elektrane
Cjelokupna oprema potrebna za postavljanje radnog sustava i za proizvodnju izvan mreže i / ili priključenje na električnu mrežu do sada se naziva ravnotežom sustava i sastoji se od sljedećih dijelova s PV -sustavima:

#### Uređajima za pohranu energije
Veliki problem sa solarnim sustavima i sustavima vjetra koji nisu spojeni na električnu mrežu jest da je energija često potrebna kada sunce ne sija ili kada je vjetar miran; to obično nije problem sa sustavima koji su povezani s električnom mrežom:
- niz baterija dubokog ciklusa, stacionarnih ili zatvorenih koje je ne traže održavanje (najčešće rješenje)[5]

ili druga sredstva za pohranu energije (npr. vodikove gorivne ćelije, spremište energije zamašnjaka, hidroelektrana s akumulacijskim pumpama, spremnici komprimiranog zraka ,.. . )
- kontroler punjenja za punjenje baterija ili drugo spremanje energije

Za pretvaranje istosmjerne struje iz baterija u izmjeničnu, kao što je potrebno za mnoge uređaje, ili za unos viška energije u komercijalnu mrežu:
- pretvarač ili mrežni interaktivni pretvarač. Cjelina se ponekad naziva i "opremom za kondicioniranje energije"

#### Sigurnosna oprema
- uzemljenja, prekidači za prebacivanje ili izolatorski prekidači i prenaponski zaštitnici. Cjelina se ponekad naziva i "sigurnosnom opremom"

Obično se u mikrogeneraciji za domove u zemljama u razvoju koriste montažni sustavi kućnih ožičenja (kao kabelski svežanj ili montažne razdjelne jedinice). Pojednostavljene kutije i kabeli za kućno ožičenje, poznati kao kabelski svežanji, jednostavno se mogu kupiti i ugraditi u zgradu bez potrebe za mnogo znanja o samom ožičenju. Kao takvi, čak i ljudi bez tehničke stručnosti mogu ih instalirati. Osim toga, oni su također relativno jeftini i nude sigurnosne prednosti.
- mjerači baterije (za brzinu punjenja i napon) i brojila za potrošnju električne energije i opskrbu električnom energijom u redovnoj električnoj mreži

#### Vjetroagregat specifičan
S vjetroagregatima, hidroelektranama, ... potrebna dodatna oprema više je ili manje ista kao kod PV-sustava (ovisno o vrsti vjetroagregata koji se koristi,  ali također uključuju:
- prekidač za ručno odvajanje
- temelj za kulu
- sustav uzemljenja
- uređaji za zatvaranje i / ili lažno opterećenje za upotrebu po jakom vjetru kada generirana energija premašuje trenutne potrebe i kapacitet sustava za pohranu.

##### Vibro-Wind Energija
Razvija se nova tehnologija energije vjetra koja energiju iz vibracija energije vjetra pretvara u električnu. Ova energija, nazvana Vibro-Wind tehnologija, može koristiti vjetrove manje snage od uobičajenih vjetroagregata i može se postaviti na gotovo svako mjesto.
Prototip se sastoji od ploče montirane s oscilatorima izrađenim od komadića pjene. Pretvorba iz mehaničke u električnu energiju vrši se pomoću piezoelektričnog pretvarača, uređaja izrađenog od keramike ili polimera koji kod naprezanja emitira elektrone. Zgradu ovog prototipa vodio je Francis Moon, profesor mehaničkog i zrakoplovnog inženjerstva sa Sveučilišta Cornell. Moonov rad u tehnologiji vibro-vjetra financirao je Atkinson Center for Sustainable Future u Cornellu.

### Moguće postavke
Moguće je nekoliko postavki mikrogeneracije. Ovi su:
- Postrojenja izvan mreže koja uključuju:
  - Postavljanje izvan mreže bez spremanja energije (npr. Baterija,.. . )
  - Postavljanje izvan mreže s pohranom energije (npr. Baterija,.. . )
  - Stanice za punjenje baterija[13]
- Postrojenja povezana s mrežom koje uključuju:
  - Mreža povezana s rezervnom snagom za napajanje kritičnih opterećenja
  - Postrojenja povezana s mrežom bez sheme financijske nadoknade
  - Postavke povezane na mrežu s mrežnim mjerenjem
  - Postavke povezane s mrežom s neto kupnjom i prodajom[14]

Sve spomenute postavke mogu raditi ili na jednoj elektrani ili na kombinaciji elektrana (u tom se slučaju naziva hibridnim elektroenergetskim sustavom). Iz sigurnosnih razloga mrežne postavke moraju se automatski isključiti ili ući u "način rada protiv otoka" kada dođe do kvara mrežnog napajanja. (Otok je stanje u kojem distribuirani generator (DG) nastavlja napajati lokaciju iako više nije prisutna električna mreža. Otok može biti opasan za komunalne radnike koji možda ne shvaćaju da li se krug i dalje napaja i može spriječiti automatsko ponovno spajanje uređaja. Uz to, bez stroge kontrole frekvencije, narušit će se ravnoteža između opterećenja i proizvodnje u otočnom krugu, što će dovesti do abnormalnih frekvencija i napona. Iz tih razloga, distribuirani generatori moraju otkriti otok i odmah se isključiti iz kruga; ovo se naziva anti-Islanding.)

## Troškovi
Ovisno o odabranoj postavci (shema financijske naknade, elektrana, dodatna oprema), cijene mogu varirati. Prema Practical Action, mikrogeneracija kod kuće koja koristi najnovije tehnologije uštede troškova (ožičenje, gotove ploče, jeftine DIY elektrane, npr. "Uradi sam" vjetroturbine) izdaci za kućanstvo mogu biti izuzetno jeftini. Zapravo, Practical Action spominje da mnoga kućanstva u poljoprivrednim zajednicama u svijetu u razvoju troše manje od 1 USD za električnu energiju mjesečno. Međutim, ako se stvar rješava manje ekonomično (koristeći više komercijalnih sustava / pristupa), troškovi će biti dramatično veći. U većini slučajeva, međutim, financijska prednost će se i dalje postizati korištenjem mikrogeneracije na obnovljivim elektranama; često u rasponu od 50-90% jer lokalna proizvodnja nema gubitaka u transportu električne energije na dalekovodima niti gubitaka energije od Jouleova efekta u transformatorima gdje se općenito gubi 8-15% energije.
U Velikoj Britaniji vlada nudi bespovratna sredstva i uplate za povratne informacije kako bi pomogla poduzećima, zajednicama i privatnim domovima da instaliraju ove tehnologije. Tvrtke mogu otpisati puni trošak instalacije na oporezivu dobit dok vlasnici kuća dobivaju paušalnu potporu ili isplate po kW h proizvedene električne energije i vraćaju je u nacionalnu mrežu. Organizacije iz zajednice također mogu dobiti do 200.000 funti bespovratnih sredstava. 
U Velikoj Britaniji, Sustav certificiranja mikrogeneracije daje odobrenje za instalatore i proizvode za mikrogeneraciju, što je obvezni uvjet shema financiranja, kao što su uvođenje tarifa i poticaj obnovljive topline.

### Paritet mreže
Paritet mreže (ili paritet utičnice ) javlja se kada alternativni izvor energije može proizvoditi električnu energiju po poravnatoj cijeni energije (LCOE) koja je manja ili jednaka cijeni kupovne moći iz električne mreže. (Nivelirani trošak energije - LCOE mjera je prosječnih neto sadašnjih troškova proizvodnje električne energije za proizvodno postrojenje tijekom njegovog vijeka trajanja.) Dostizanje pariteta mreže smatra se točkom u kojoj izvor energije postaje kandidat za široko rasprostranjeni razvoj bez subvencija ili državne potpore. Uvriježeno je mišljenje da će se veleprodajni pomak u proizvodnji prema tim oblicima energije dogoditi kad dosegnu paritet mreže.
Paritet mreže postignut je na nekim mjestima s kopnenom snagom vjetra oko 2000, a sa sunčevom snagom prvi je put postignut u Španjolskoj 2013.

## Usporedba s proizvodnjom velikih razmjera
|                                     | mikrogeneracija | generacija velikih razmjera | Bilješke |
| ----------------------------------- | --- | --- | -------- |
| Druga imena                         | Distribuirana generacija | Centralizirana generacija |          |
| Otpad Toplinski nusproizvod         | Može se koristiti za grijanje, čime se uvelike povećava učinkovitost i nadoknađuju ukupni troškovi energije. Ova metoda je poznata kao mikro kombinirana toplina i snaga (microCHP).                                                                                                | Koristi se u nekim privatnim industrijskim instalacijama kombinirane topline i električne energije (CHP). Također se koristi u velikim primjenama gdje se naziva daljinsko grijanje i koristi toplinu koju obično iscrpljuju neučinkovite elektrane. |          |
| Gubici u prijenosu                  | Blizina krajnjeg korisnika obično je bliža što rezultira potencijalno manjim gubicima. | Značajan udio električne energije gubi se tijekom prijenosa (približno 8% u Ujedinjenom Kraljevstvu prema programu BBC Radio 4 Today u ožujku 2006.).                                                                                                |          |
| Promjene u mreži                    | smanjuje prijenosno opterećenje, a time i smanjuje potrebu za nadogradnjom mreže | povećava snagu koja se prenosi, a time i potrebu za nadogradnjom mreže |          |
| Događaj kvara mreže                 | U mnogim okolnostima električna energija i dalje može biti dostupna lokalnom području | Struja možda neće biti dostupna zbog mreže |          |
| Izbor potrošača                     | Može se odlučiti za kupnju bilo kojeg pravnog sustava | Može se odlučiti za kupnju ponuda elektroenergetske tvrtke |          |
| Zahtjevi za pouzdanost i održavanje | fotonaponski sustavi, Stirlingovi motori i neki drugi sustavi obično su izuzetno pouzdani , a može kontinuirano stvarati električnu energiju tijekom nekoliko tisuća sati uz malo ili nimalo održavanja. Međutim, nepouzdani će sustavi donijeti dodatni rad i troškove održavanja. | Upravlja elektroenergetska tvrtka. Pouzdanost mreže ovisi o mjestu. |          |
| Sposobnost zadovoljavanja potreba   | - Za energiju vjetra i sunca stvarna proizvodnja samo je djelić kapaciteta natpisne pločice . - Sustavi na bazi goriva u potpunosti se mogu otpremiti - Solarne ploče su jednostavne i pouzdane, mogu pružiti malo električne energije po razumnoj cijeni.                          | - Komentatori tvrde [potreban navod] da kućanstva koja električnu energiju kupuju po tarifama za zelenu energiju mogu smanjiti svoju potrošnju ugljika dalje nego kod mikrogeneracije i uz nižu cijenu.                                              |          |
| Ekonomija razmjera                  | Potrebna je masovna proizvodnja generatora koji će stvoriti povezani utjecaj na okoliš. Sustavi su jeftiniji kada se proizvode u količini. | Ekonomičniji s obzirom na veće razmjere generatora. |          |

Mikrogeneracija može dinamički uravnotežiti ponudu i potražnju za električnom energijom, proizvodeći više energije tijekom razdoblja velike potražnje i visokih cijena mreža, a manje energije tijekom razdoblja niske potražnje i niskih cijena mreža. Ova "hibridizirana mreža" omogućuje i mikrogeneracijskim sustavima i velikim elektranama da rade s većom energetskom učinkovitošću i isplativošću nego što bi to mogle same.

## Domaća samodostatnost
Mikrogeneracija se može integrirati kao dio samodostatne kuće i obično se nadopunjuje drugim tehnologijama poput sustava za domaću proizvodnju hrane (permakultura i agroekosustav), berbom kišnice, kompostirajućim toaletima ili čak cjeloviti sustavima za pročišćavanje sive vode. Domaće mikrogeneracijske tehnologije uključuju: fotonaponske solarne sustave, male turbine na vjetar, mikro kombinirane instalacije topline i energije, biodizel i bioplin .
Privatna proizvodnja decentralizira proizvodnju električne energije, a također može centralizirati udruživanje viška energije. Iako ih je potrebno kupiti, na raspolaganju su i solarne šindre i ploče. Kapitalni trošak je visok, ali dugoročno štedi. Uz odgovarajuću pretvorbu snage, solarni PV paneli mogu pokretati iste električne uređaje kao i električna energija iz drugih izvora.
Pasivno solarno zagrijavanje vode još je jedna učinkovita metoda korištenja solarne energije. Najjednostavnija metoda je solarna (ili crna plastična) vrećica. Postavite između 5 to 20 litres (1 to 5 NAS gal) na suncu i ostavite da se zagrije. Savršeno za brzi topli tuš.
'Grijač kruha' može se jednostavno izraditi od recikliranih materijala i osnovnih građevinskih iskustava. Sastoji se od jednog ili niza crnih spremnika ugrađenih u čvrstu kutiju izoliranu na dnu i sa strane. Poklopac, vodoravan ili pod kutom kako bi uhvatio najviše sunca, trebao bi biti dobro zatvoren i od prozirnog materijala za ostakljenje (staklo, stakloplastika ili lijevana plastika otporna na visoke temperature). Hladna voda ulazi u spremnik pri dnu, zagrijava se i podiže na vrh gdje se cijevima vraća natrag u dom.
Dizalice topline sa zemaljskim izvorom iskorištavaju stabilne temperature tla iskorištavajući kapacitet tla za pohranu toplinske energije. Dizalice topline s prizemnim izvorom obično imaju visoke početne troškove i prosječni ih vlasnici mogu teško instalirati. Oni koriste električne motore za prijenos topline iz tla s visokom razinom učinkovitosti. Električna energija može doći iz obnovljivih izvora ili iz vanjskih neobnovljivih izvora.

### Gorivo
Biodizel je alternativno gorivo koje može pokretati dizel motore i može se koristiti za grijanje u domaćinstvu. Brojni oblici biomase, uključujući soju, kikiriki i alge (koja ima najveći prinos), mogu se koristiti za proizvodnju biodizela. Reciklirano biljno ulje (iz restorana) također se može pretvoriti u biodizel.
Bioplin je drugo alternativno gorivo, stvoreno iz otpadnog proizvoda životinja. Iako manje praktično za većinu domova, poljoprivredno okruženje pruža savršeno mjesto za provedbu postupka. Miješajući otpad i vodu u spremniku s prostorom koji ostaje za zrak, metan se prirodno proizvodi u zračnom prostoru. Ovaj se metan može izvesti cijevima i spaliti te koristiti za kuhanje.

## Vladina politika
Kreatori politike navikli su na energetski sustav zasnovan na velikim centraliziranim projektima poput nuklearnih ili plinskih elektrana. Promjena načina razmišljanja i poticaja dovode mikrogeneraciju u mainstream. Propisi o planiranju mogu također zahtijevati pojednostavljivanje kako bi se olakšala naknadna ugradnja mikrogeneracijskih objekata na domove i zgrade.
Većina razvijenih zemalja, uključujući Kanadu (Alberta), Ujedinjeno Kraljevstvo, Njemačku, Poljsku, Izrael i SAD imaju zakone koji omogućavaju prodaju mikrogenerirane električne energije u nacionalnu mrežu.

### Alberta, Kanada
U siječnju 2009. godine na snagu je stupila Uredba vlade o mikrogeneraciji Alberte, koja je postavila pravila koja omogućavaju Albertancima da proizvode vlastitu ekološki prihvatljivu električnu energiju i dobivaju kredit za bilo koju električnu energiju koju pošalju u električnu mrežu.

### Poljska
U prosincu 2014. poljska vlada glasat će o zakonu koji poziva na mikrogeneraciju, kao i o vjetroelektranama velikih razmjera u Baltičkom moru kao rješenju za smanjenje emisije CO2 iz elektrana na ugljen u zemlji, kao i o smanjenju poljske ovisnosti o Ruski plin. Prema uvjetima novog zakona, pojedinci i mala poduzeća koja generiraju do 40 kW „zelene“ energije dobit će 100% tržišne cijene za bilo koju električnu energiju koju oporave u mrežu, a tvrtke koje na Baltiku uspostave velike obalne vjetroelektrane na moru bit će prihvatljive za subvenciju od države. Troškovi provedbe ovih novih politika nadoknadit će se stvaranjem novog poreza na neodrživu upotrebu energije.

### Sjedinjene Američke Države
Sjedinjene Države imaju neskladne politike proizvodnje energije u svojih 50 država. Državne energetske politike i zakoni mogu se značajno razlikovati ovisno o mjestu. Neke su države nametnule komunalnim uslugama da određeni postotak ukupne proizvodnje električne energije bude iz obnovljivih izvora. U tu svrhu obnovljivi izvori uključuju energiju vjetra, hidroelektrane i solarnu energiju, bilo iz velikih ili mikrogeneracijskih projekata. Nadalje, u nekim područjima elektroenergetske tvrtke trebaju prijenosne kredite za "obnovljive izvore energije" kako bi ispunile ove mandate. Kao rezultat toga, u nekim dijelovima Sjedinjenih Država elektroenergetske tvrtke platit će dio troškova projekata mikrogeneracije obnovljivih izvora u svojim uslužnim područjima. Ovi popusti dodaju se na sve savezne ili državne poreze na porez na dobit iz obnovljivih izvora koji mogu biti primjenjivi. U drugim područjima takvi se rabati mogu razlikovati ili ne biti dostupni.

### Ujedinjeno Kraljevstvo
Vlada Velike Britanije objavila je svoju Strategiju mikrogeneracije u ožujku 2006. godine, iako su je mnogi komentatori smatrali razočaranjem. Suprotno tome, Zakon o klimatskim promjenama i održivoj energiji iz 2006. smatran je pozitivnim korakom. Kako bi zamijenio ranije sheme, Odjel za trgovinu i industriju (DTI) pokrenuo je Program zgrada s niskim udjelom ugljika u travnju 2006. godine, koji je pružao potpore pojedincima, zajednicama i tvrtkama koje žele ulagati u mikrogeneracijske tehnologije. Te su sheme zauzvrat zamijenjene novim prijedlozima Odjela za energiju i klimatske promjene (DECC) za povrat novca za čistu energiju putem feed-in tarifa za proizvodnju električne energije od travnja 2010. i poticaj za obnovljivu toplinu za proizvodnju obnovljivih izvora energije. vrućina od 28. studenog 2011.
Feed-in tarife namijenjene su poticanju malog (manje od 5MW), nisko-ugljičnog stvaranja električne energije. Te feed-in tarife djeluju zajedno s Obvezom obnovljivih izvora energije (RO), koja će i dalje ostati primarni mehanizam za poticanje primjene velike proizvodnje električne energije iz obnovljivih izvora. Poticaj obnovljive topline (RHI) namijenjen je poticanju proizvodnje topline iz obnovljivih izvora. Oni također trenutno nude do 21p po kWh od prosinca 2011. u Tarifi za fotonaponske elemente plus još 3p za Izvoznu tarifu - sveukupni podatak koji može vidjeti da kućanstvo vraća dvostruko više nego što trenutno plaća za električnu energiju.
Dana 31. listopada 2011. godine, Vlada je objavila nagli rez u feed-in tarifa od 43.3p / kWh za 21P / kWh s novom tarifom primjenjivati na sve nove solarnih fotonaponskih instalacija s datumom prihvatljivosti na dan ili nakon 12. prosinca 2011. godine
Istaknuti britanski političari koji su najavili da u svoje domove ugrađuju mikrogeneracijske postrojbe uključuju čelnika konzervativne stranke Davida Camerona i ministra znanosti o radu Malcolma Wicksa. Ti su planovi uključivali male vjetroturbine domaće veličine. Cameron, prije nego što je postao premijer na općim izborima 2010., tijekom intervjua u emisiji The Politics Show BBC- a 29. listopada 2006. pitali su ga hoće li učiniti isto ako dođe u Downing Street 10. "Ako mi dopuste, da", odgovorio je.
U predproračunskom izvješću iz prosinca 2006.  vlada je najavila da prodaja viška električne energije iz postrojenja dizajniranih za osobnu upotrebu neće biti predmet poreza na dohodak. Zakonodavstvo s tim ciljem uključeno je u Zakon o financijama iz 2007.